# Grambois
Grambois is een gemeente in het Franse departement Vaucluse (regio Provence-Alpes-Côte d'Azur) en telt 1154 inwoners (2004). De plaats maakt deel uit van het arrondissement Apt.

## Geografie
De oppervlakte van Grambois bedraagt 31,1 km², de bevolkingsdichtheid is 37,1 inwoners per km².
De onderstaande kaart toont de ligging van Grambois met de belangrijkste infrastructuur en aangrenzende gemeenten.

## Demografie
Onderstaande figuur toont het verloop van het inwonertal (bron: INSEE-tellingen).